# Hähnlein (Alsbach-Hähnlein)
Hähnlein (mundartlich: Hejne) ist einer von drei Ortsteilen der Gemeinde Alsbach-Hähnlein im südhessischen Landkreis Darmstadt-Dieburg.

## Geographie
Der Ort liegt im Westen der Gemeinde Alsbach-Hähnlein am Rand der Bergstraße in der Rheinebene und westlich der Bundesautobahn 5 und östlich der Bundesautobahn 67. Östlich von Hähnlein liegt Alsbach, südlich liegt Rodau (Landkreis Bergstraße) und westlich liegt Gernsheim (Landkreis Groß-Gerau).

## Geschichte

### Ortsgeschichte
Urkundlich erwähnt wurde Hähnlein das erste Mal 1333 im Lorscher Codex unter dem Namen Hennechen. Den Kern der späteren Dorfsiedlung bildete der Hainer Hof, das spätere Rettungshaus und die heutige Bürgermeisterei. Schreibweisen des Ortsnamens wie Hainlin oder Hainlein zeigen, dass der Name von Hagen abstammt, also einer Siedlung im Wald. 1333 gehörte Hähnlein mit Dorf und Gütern Konrad von Bickenbach. Später gehörte das Dorf den Grafen Erbach zu Erbach und zum Amt Bickenbach. Als Folge der Bayrischen Fehde (1504/1505) gelangte Hähnlein in den Besitz der Landgrafschaft Hessen. 1571 besaßen die Grafen von Diez, Söhne des Landgrafen Philipp I. aus dessen morganatischer Ehe mit Margarethe von der Saale, das Dorf Hähnlein, während die Landgrafschaft Hessen die hohe Obrigkeit hatte. Nach dem Aussterben der Grafen von Diez fiel der Besitz 1577 den Landgrafen von Hessen-Darmstadt zu. In der Folgezeit gehörten Teile von Hähnlein zu Kurmainz, erst 1717 gelangte Hähnlein vollständig zu Hessen-Darmstadt.
Die Statistisch-topographisch-historische Beschreibung des Großherzogthums Hessen berichtet 1829 über Hähnlein:

„Hähnlein (L. Bezirk Bensheim) luth. Pfarrdorf; liegt 1 1⁄2 St. von Bensheim in einer feuchten, fast sumpfigen Gegend, und ist von zwei Seiten von einem Wiesengrund umgeben. Man zählt 114 Häuser und 743 Einw., die bis auf 3 Kath., 1 Reform und 42 Juden lutherisch sind. Hähnlein war ein Zugehör des Schlosses Tannenberg, und kam mit einem Theil dieser Herrschaft an einen Nebenzweig der Herrn von Bickenbach und von diesem an die Grafen von Erbach. Dieser Ort, den Hessen wahrscheinlich seit der bairischen Fehde besitzt, war früher nur ein Hof, und neben demselben lagen die Höfe Eschhof, Weilerhof, Schachhof, Spießhof, Kohlhof und Bauschhof. Diese Höfe gingen nach und nach ein und die Bewohner zogen sich nach Hähnlein. Nach dem 30jährigen Krieg bestand der Ort, aus 14 meistens menschenleeren Wohnungen. Der Qrt hatte eine kleine Kapelle; nachdem aber Alsbach zur eigenen Pfarrei erhoben worden, wurde Hähnlein dahin eingepfarrt. Indessen hatte der Ort 1727 eine neue Kirche erhalten, und 1741 wurde dieselbe zur Pfarrkirche erhoben.“

Am 1. Januar 1977 wurden, im Zuge der Gebietsreform in Hessen, die bis dahin selbstständigen Gemeinden Alsbach und Hähnlein Kraft Landesgesetz zur neuen Gemeinde Alsbach zusammengeschlossen. Der Verwaltungssitz war Alsbach. Am 1. Januar 1978 wurde diese Gemeinde in Alsbach-Hähnlein umbenannt. Ortsbezirke nach der Hessischen Gemeindeordnung wurden nicht errichtet.

### Verwaltungsgeschichte im Überblick
Die folgende Liste zeigt die Staaten und Verwaltungseinheiten, denen Hähnlein angehört(e):
- vor 1479: Heiliges Römisches Reich, Grafschaft Katzenelnbogen, Obergrafschaft Katzenelnbogen, Amt Zwingenberg
- ab 1479: Heiliges Römisches Reich, Landgrafschaft Hessen (durch Erbfall), Obergrafschaft Katzenelnbogen, Amt Zwingenberg (1717 alle Rechte an Hessen)
- ab 1567: Heiliges Römisches Reich, Landgrafschaft Hessen-Darmstadt, Obergrafschaft Katzenelnbogen (1783: zum Amt Zwingenberg und Jägersburg)
- ab 1803: Heiliges Römisches Reich, Landgrafschaft Hessen-Darmstadt, Fürstentum Starkenburg, Amt Zwingenberg und Jägersburg
- ab 1806: Großherzogtum Hessen,[Anm. 2] Fürstentum Starkenburg, Amt Zwingenberg[7]
- ab 1815: Großherzogtum Hessen[Anm. 3], Provinz Starkenburg, Amt Zwingenberg
- ab 1821: Großherzogtum Hessen, Provinz Starkenburg, Landratsbezirk Bensheim[Anm. 4]
- ab 1832: Großherzogtum Hessen, Provinz Starkenburg, Kreis Bensheim
- ab 1848: Großherzogtum Hessen, Regierungsbezirk Dieburg
- ab 1852: Großherzogtum Hessen, Provinz Starkenburg, Kreis Bensheim
- ab 1871: Deutsches Reich, Großherzogtum Hessen, Provinz Starkenburg, Kreis Bensheim
- ab 1918: Deutsches Reich (Weimarer Republik), Volksstaat Hessen, Provinz Starkenburg, Kreis Bensheim
- ab 1938: Deutsches Reich, Volksstaat Hessen, Landkreis Darmstadt[8][Anm. 5]
- ab 1945: Amerikanische Besatzungszone,[Anm. 6] Groß-Hessen, Regierungsbezirk Darmstadt, Landkreis Darmstadt
- ab 1946: Amerikanische Besatzungszone, Hessen, Regierungsbezirk Darmstadt, Landkreis Darmstadt
- ab 1949: Bundesrepublik Deutschland, Hessen, Regierungsbezirk Darmstadt, Landkreis Darmstadt
- ab 1977: Bundesrepublik Deutschland, Hessen, Regierungsbezirk Darmstadt, Landkreis Darmstadt-Dieburg, Gemeinde Alsbach-Hähnlein[Anm. 7]

## Bevölkerung

### Einwohnerstruktur 2011
Nach den Erhebungen des Zensus 2011 lebten am Stichtag, dem 9. Mai 2011, in Hähnlein 3276 Einwohner. Darunter waren 189 (5,8 %) Ausländer. Nach dem Lebensalter waren 582 Einwohner unter 18 Jahren, 1356 zwischen 18 und 49, 744 zwischen 50 und 64 und 594 Einwohner waren älter. Die Einwohner lebten in 1371 Haushalten. Davon waren 312 Singlehaushalte, 417 Paare ohne Kinder und 486 Paare mit Kindern, sowie 126 Alleinerziehende und 27 Wohngemeinschaften. In 252 Haushalten lebten ausschließlich Senioren und in 939 Haushaltungen lebten keine Senioren.

### Einwohnerentwicklung
| • 1629: | 34 Hausgesesse            |
| • 1806: | 600 Einwohner, 94 Häuser  |
| • 1829: | 743 Einwohner, 114 Häuser |
| • 1867: | 988 Einwohner, 158 Häuser |

| Hähnlein: Einwohnerzahlen von 1791 bis 2011 | Hähnlein: Einwohnerzahlen von 1791 bis 2011 | Hähnlein: Einwohnerzahlen von 1791 bis 2011 | Hähnlein: Einwohnerzahlen von 1791 bis 2011 | Hähnlein: Einwohnerzahlen von 1791 bis 2011 |
| --- | ------------------------------------------- | ------------------------------------------- | ------------------------------------------- | ------------------------------------------- |
| Jahr |                                             |                                             |                                             | Einwohner                                   |
| 1791 | 1791                                        |                                             | 525                                         | 525                                         |
| 1800 | 1800                                        |                                             | 534                                         | 534                                         |
| 1806 | 1806                                        |                                             | 600                                         | 600                                         |
| 1829 | 1829                                        |                                             | 743                                         | 743                                         |
| 1834 | 1834                                        |                                             | 747                                         | 747                                         |
| 1840 | 1840                                        |                                             | 787                                         | 787                                         |
| 1846 | 1846                                        |                                             | 897                                         | 897                                         |
| 1852 | 1852                                        |                                             | 995                                         | 995                                         |
| 1858 | 1858                                        |                                             | 1.010                                       | 1.010                                       |
| 1864 | 1864                                        |                                             | 1.013                                       | 1.013                                       |
| 1871 | 1871                                        |                                             | 1.021                                       | 1.021                                       |
| 1875 | 1875                                        |                                             | 1.075                                       | 1.075                                       |
| 1885 | 1885                                        |                                             | 1.144                                       | 1.144                                       |
| 1895 | 1895                                        |                                             | 1.170                                       | 1.170                                       |
| 1905 | 1905                                        |                                             | 1.288                                       | 1.288                                       |
| 1910 | 1910                                        |                                             | 1.383                                       | 1.383                                       |
| 1925 | 1925                                        |                                             | 1.499                                       | 1.499                                       |
| 1939 | 1939                                        |                                             | 1.548                                       | 1.548                                       |
| 1946 | 1946                                        |                                             | 2.043                                       | 2.043                                       |
| 1950 | 1950                                        |                                             | 2.169                                       | 2.169                                       |
| 1956 | 1956                                        |                                             | 2.062                                       | 2.062                                       |
| 1961 | 1961                                        |                                             | 2.154                                       | 2.154                                       |
| 1967 | 1967                                        |                                             | 2.283                                       | 2.283                                       |
| 1970 | 1970                                        |                                             | 2.510                                       | 2.510                                       |
| 1980 | 1980                                        |                                             | ?                                           | ?                                           |
| 1990 | 1990                                        |                                             | ?                                           | ?                                           |
| 2000 | 2000                                        |                                             | ?                                           | ?                                           |
| 2011 | 2011                                        |                                             | 3.276                                       | 3.276                                       |
| Datenquelle: Historisches Gemeindeverzeichnis für Hessen: Die Bevölkerung der Gemeinden 1834 bis 1967. Wiesbaden: Hessisches Statistisches Landesamt, 1968. Weitere Quellen: LAGIS; 1791; 1800; Zensus 2011 |                                             |                                             |                                             |                                             |

### Historische Religionszugehörigkeit
| • 1829: | 697 lutheranische (= 93,80 %), einen reformierten (= 0,13 %), 42 jüdische (= 5,66 %) und 3 katholische (= 0,40 %) Einwohner |
| • 1961: | 1481 evangelische (= 68,76 %), 202 katholische (= 9,38 %) Einwohner                                                         |

## Politik

### Bürgermeister und Schultheiße
Schultheiße:
- Johann Joseph Trarker (1653)
- Georg Kuhn (1674)
- Konrad Schleuning (1678)
- Johann Nickel (1681 († 1699))
- Johannes May (1700 († 1732))
- Johann Valentin May (1730 († 1782))
- Johann Jakob Rützert († 1773)
- Johann Adam May (1785)
- Johann Daniel Rechel (1789 († 1803))
- Georg Daniel Flauaus (1803–1820)

Bürgermeister:
- Valentin Vogel (1820-)
- Peter Götz
- Johannes Schäfer (1836-)[13]

### Wappen
Blasonierung: „In Rot ein goldbewehrter silberner Hahn (nach rechts schreitend).“
Das Wappen wurde der damaligen Gemeinde Hähnlein im Landkreis Darmstadt am 22. Juli 1968 durch den Hessischen Innenminister genehmigt. Gestaltet wurde es durch den Bad Nauheimer Heraldiker Heinz Ritt.
Der Hahn soll redended für den Ortsnamen stehen, der sich aber nicht von Hahn, sondern von Hardt herleitet. Das Symbol ist schon auf einem 1622 verwendetem Gerichtssiegel zu sehen.

## Regelmäßige Veranstaltungen
- Juni: Marktplatzfest
- Oktober: Kerb[16]
- November/Dezember: Weihnachtsmarkt[17]